# Dijon Métropole
Dijon Métropole est une métropole française, située dans le département de la Côte-d'Or et la région Bourgogne-Franche-Comté.
Dijon Métropole a été créée le 28 avril 2017 par transformation de la communauté urbaine du Grand Dijon.

## Historique

### Intercommunalités précédentes

#### Le SISAD
En 1966 est créé le syndicat intercommunal des services de l’agglomération dijonnaise (Sisad) et qui regroupe les   neuf  communes  d'Ahuy, Chenôve, Dijon, Fontaine-lès-Dijon, Longvic, Plombières-lès-Dijon, Quetigny, Saint-Apollinaire  et  Talant. Ce syndicat gère les transports urbains, les ordures ménagères et le service de secours et de lutte contre l’incendie, ainsi que l’agence d'urbanisme.

#### Le district
Le district de Dijon est créé en 1976, à  l’initiative du docteur Jean Royer, par cinq communes (Ahuy, Chenôve, Dijon, Plombières-lès-Dijon et Saint-Apollinaire) afin de gérer notamment les transports urbains, les ordures ménagères et les pompiers.
Le district passe à neuf communes en 1978 (Fontaine-lès-Dijon, Longvic, Quetigny et Talant rejoignant l’intercommunalité) puis à treize communes en 1984 (Chevigny-Saint-Sauveur, Daix, Neuilly-lès-Dijon, Sennecey-lès-Dijon).
Le district reprend les compétences du SISAD et prend les compétences liées au logement et à la réalisation de zones industrielles, telles que celles de Dijon-Chenôve et de Dijon-Saint-Apollinaire (futur Cap Nord). Ses compétences s'accroissent progressivement avec la gestion des sols en 1982, le crématorium  et le cimetière en 1988, les actions de développement économique en 1993 et la « grande voirie »en 1994.

#### La communauté d'agglomération

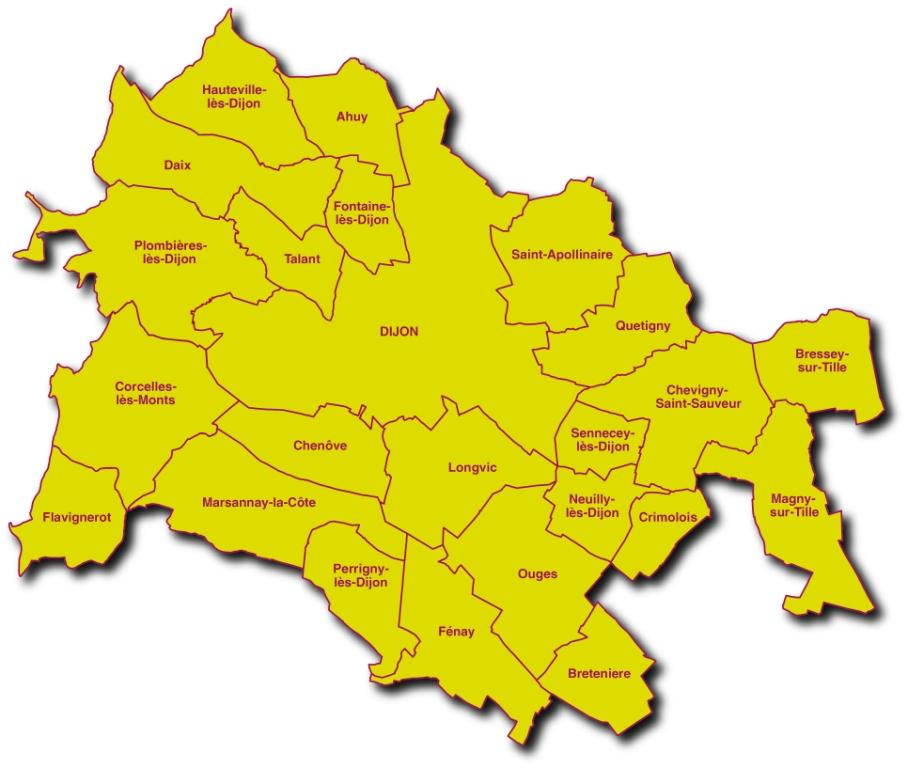
Carte des communes de Dijon Métropole (à l'époque, la Communauté d'agglomération du Grand Dijon) depuis le 1 janvier 2013. En 2019, au sud-est, les communes de Neuilly-lès-Dijon et Crimolois ont fusionné pour former Neuilly-Crimolois.

La communauté de l'agglomération dijonnaise (COMADI) est fondée le 24 décembre 1999, sous l'impulsion de Maurice Lombard, alors président du district de Dijon, pour remplacer ce dernier.
Présidée par Maurice Lombard, la naissante communauté d'agglomération dijonnaise regroupe 16 communes : les treize de l’ancien district (Ahuy, Chenôve, Chevigny-Saint-Sauveur, Daix, Dijon, Fontaine-lès-Dijon, Longvic, Neuilly-lès-Dijon, Plombières-lès-Dijon, Quetigny, Saint-Apollinaire, Sennecey-lès-Dijon et Talant) et trois nouvelles communes (Marsannay-la-Côte, Ouges et Perrigny-lès-Dijon).
Comme toutes les communautés d'agglomération, la COMADI est notamment financée par la taxe professionnelle unique qui assure une péréquation fiscale entre les communes pauvres et celles dotées d'un tissu économique important. Cela permet de financer de nouvelles compétences, telles que le développement économique, l'aménagement de l'espace communautaire, l'équilibre social de l'habitat, la politique de la ville, la protection et la mise envaleur de l'environnement et du cadre de vie, la voirie  communautaire, l'eau  et  l'assainissement,...
Le 1er janvier 2004, cinq nouvelles communes rejoignent la communauté d'agglomération. Il s'agit des communes de Bressey-sur-Tille, Bretenière, Crimolois, Hauteville-lès-Dijon et Magny-sur-Tille. L'année suivante, la structure change de nom, pour devenir la Communauté d'agglomération du Grand Dijon, et le nom usuel « Grand Dijon » remplace celui de « Comadi ». En 2007, la commune de Fénay rejoint le Grand Dijon. Le 1er janvier 2013, les communes de Corcelles-les-Monts et Flavignerot rejoignent le Grand Dijon, portant à 24 le nombre de communes associées.[réf. nécessaire]

#### La communauté urbaine
Le 1er janvier 2015, la communauté d'agglomération du Grand Dijon se transforme et prend le statut de communauté urbaine avec l'accord de toutes les communes membres (sauf Talant), exerçant un plus grand nombre de compétences, mais bénéficiant de ce fait de dotations d'état plus importantes.

### La création de la métropole
Le 28 avril 2017, avec l'approbation d'au moins la moitié des membres des conseils municipaux des communes concernées, la communauté urbaine du Grand Dijon est transformé en métropole sous le nom de « Dijon Métropole »,,.
Le 28 février 2019, la commune nouvelle de Neuilly-Crimolois se substitue à Neuilly-lès-Dijon et Crimolois, ramenant à 23 le nombre de communes dans l’intercommunalité.

## Territoire métropolitain

### Géographie
Les grandes agglomérations les plus proches de la métropole sont :

### Composition
La métropole est composée des 23 communes suivantes :

| Nom                    | Code Insee | Gentilé        | Superficie (km2) | Population (dernière pop. légale) | Densité (hab./km2) |
| ---------------------- | ---------- | -------------- | ---------------- | --------------------------------- | ------------------ |
| Dijon (siège)          | 21231      | Dijonnais      | 40,41            | 159 941 (2022)                    | 3 958              |
| Ahuy                   | 21003      | Aqueduciens    | 6,4              | 1 695 (2022)                      | 265                |
| Bressey-sur-Tille      | 21105      | Bresseyliens   | 7,26             | 1 110 (2022)                      | 153                |
| Bretenière             | 21106      | Bretenièrais   | 6,03             | 935 (2022)                        | 155                |
| Chenôve                | 21166      | Cheneveliers   | 7,42             | 14 299 (2022)                     | 1 927              |
| Chevigny-Saint-Sauveur | 21171      | Chevignois     | 12,11            | 10 895 (2022)                     | 900                |
| Corcelles-les-Monts    | 21192      | Corcellois     | 14,33            | 654 (2022)                        | 46                 |
| Daix                   | 21223      | Daixois        | 11,8             | 1 520 (2022)                      | 129                |
| Fénay                  | 21263      | Fédinois       | 10,46            | 1 724 (2022)                      | 165                |
| Flavignerot            | 21270      | Flavignerotins | 6,29             | 231 (2022)                        | 37                 |
| Fontaine-lès-Dijon     | 21278      | Fontainois     | 4,49             | 9 032 (2022)                      | 2 012              |
| Hauteville-lès-Dijon   | 21315      | Hautevillois   | 9,01             | 1 206 (2022)                      | 134                |
| Longvic                | 21355      | Longviciens    | 10,56            | 8 787 (2022)                      | 832                |
| Magny-sur-Tille        | 21370      | Magnytillois   | 10,56            | 872 (2022)                        | 83                 |
| Marsannay-la-Côte      | 21390      | Marcenaciens   | 12,85            | 5 440 (2022)                      | 423                |
| Neuilly-Crimolois      | 21452      | Neuilloisien   | 8,21             | 3 430 (2022)                      | 418                |
| Ouges                  | 21473      | Ougeois        | 12,1             | 1 505 (2022)                      | 124                |
| Perrigny-lès-Dijon     | 21481      | Patriniens     | 6,71             | 2 321 (2022)                      | 346                |
| Plombières-lès-Dijon   | 21485      | Plombiérois    | 16,21            | 2 508 (2022)                      | 155                |
| Quetigny               | 21515      | Quetignois     | 8,19             | 8 897 (2022)                      | 1 086              |
| Saint-Apollinaire      | 21540      | Épleumien      | 10,24            | 7 517 (2022)                      | 734                |
| Sennecey-lès-Dijon     | 21605      | Senneçois      | 3,42             | 2 125 (2022)                      | 621                |
| Talant                 | 21617      | Talantais      | 4,9              | 11 986 (2022)                     | 2 446              |

### Démographie
| 1968    | 1975    | 1982    | 1990    | 1999    | 2006    | 2011    | 2016    | 2022    |
| ------- | ------- | ------- | ------- | ------- | ------- | ------- | ------- | ------- |
| 192 337 | 221 542 | 224 605 | 237 246 | 244 027 | 245 353 | 245 697 | 251 897 | 258 630 |

## Organisation

### Siège
Le siège de Dijon Métropole est situé à Dijon au 40, avenue du Drapeau. La salle du conseil de Dijon Métropole porte le nom d'Alain Millot depuis le 28 janvier 2016,.

### Élus
Le conseil métropolitain se compose de 86 conseillers, représentant chacune des communes membres et élus pour une durée de six ans.
Ils sont répartis comme suit :
| Nombre de conseillers | Communes                                       |
| --------------------- | ---------------------------------------------- |
| 43                    | Dijon                                          |
| 5                     | Chenôve, Talant                                |
| 4                     | Chevigny-Saint-Sauveur, Quetigny               |
| 3                     | Fontaine-lès-Dijon, Longvic, Saint-Apollinaire |
| 2                     | Marsannay-la-Côte                              |
| 1 (+1 suppléant)      | les 14 autres communes                         |

### Présidence
Dijon Métropole est administrée par le conseil métropolitain, composé de 86 conseillers métropolitains,,,,,,.
Lors du conseil métropolitain du 16 juillet 2020, François Rebsamen (PS, MoDem, MR, Cap21, UDE, PRG) a été élu président de Dijon Métropole avec 70,93 % des suffrages (soixante-et-un votes) contre 20,93 % des suffrages (dix-huit votes) pour Emmanuel Bichot (LR, Agir, UDI, LC, SL). On comptabilise également 8,14 % de bulletins blancs ou nuls (sept votes), dont 6,98 % de bulletins blancs (six votes) et 1,16 % de bulletins nuls (un vote).
L'exécutif (PS, MoDem, MR, Cap21, UDE, PRG) de Dijon Métropole est composé, pour le mandat 2020-2026, du président, de dix-huit vice-présidents et de dix conseillers métropolitains délégués,,.
- Président : François Rebsamen (PS)
- Premier vice-président : Pierre Pribetich (PS) Actes administratifs, éco-habitat, urbanisme, PLUI-HD, relations contractuelles avec la région, fonds européens

La répartition par partis de l'exécutif (PS, MoDem, MR, Cap21, UDE, PRG) de Dijon Métropole est la suivante : dix-sept élus du Parti socialiste, quatre élus du Mouvement démocrate, un élu du Mouvement radical, un élu de Cap21, deux élus ex-Europe Écologie Les Verts, deux élus Les Républicains et deux élus Sans étiquette. L'exécutif (PS, MoDem, MR, Cap21, UDE, PRG) est composé de dix-huit hommes et de onze femmes.
L'opposition (LR, Agir, UDI, LC, SL) est composée de huit élus qui forment le groupe Agir ensemble pour Dijon Métropole - Droite, Centre et Indépendants,, présidé par Emmanuel Bichot (LR).
Le groupe Agir ensemble pour Dijon Métropole - Droite, Centre et Indépendants a des représentants au sein de la commission d'appel d'offres, de la commission de délégation de service public, de la commission consultative des services publics locaux, de la commission de contrôle financier et du syndicat mixte Tille Vouge Ouche. Le groupe d'opposition dispose d'une tribune de libre expression trimestrielle dans le magazine d'information de Dijon métropole publiée également sur le site internet et la page Facebook de Dijon Métropole,.
| Période                                  | Période                       | Identité          | Étiquette                        | Qualité |
| ---------------------------------------- | ----------------------------- | ----------------- | -------------------------------- | --- |
| Les données manquantes sont à compléter. |                               |                   |                                  | |
| 1982                                     | mars 2001                     | Maurice Lombard   | RPR                              | Sénateur de la Côte-d'Or (1980 → 1998) |
| mars 2001                                | avril 2014                    | François Rebsamen | PS                               | Maire de Dijon (2001 → 2014) Sénateur de la Côte-d'Or (2008 → 2014) Président de l'Etablissement public foncier local (EPFL) Démissionnaire à la suite de sa nomination comme ministre |
| avril 2014                               | juillet 2015                  | Alain Millot      | PS                               | Maire de Dijon (2014 → 2015) conseiller départemental de Dijon-2 (2015 → 2015) Décédé en fonction                                                                                      |
| août 2015,                               | En cours (au 16 juillet 2020) | François Rebsamen | PS, Fédération progressiste (FP) | Maire de Dijon (2015 → 2024) Majorité métropolitaine : PS, MoDem, MR, Cap21, UDE, PRG                                                                                                  |

### Compétences
Dijon métropole exerce les compétences qui lui ont été transférées par les communes membres, dans les conditions déterminées par le code général des collectivités territoriales.
La métropole exerce de plein droit, en lieu et place des communes membres  un ensemble des compétences en matière de développement et d'aménagement économique, social et culturel comme en matière d'aménagement de l'espace métropolitain.
La métropole exerce également certaines compétences facultatives, ainsi que des compétences départementales, car à compter du 1er janvier 2020, la métropole bénéficie d'un transfert de certaines compétences du département de la Côte-d'Or.

### Régime fiscal et budget
Dijon métropole est un établissement public de coopération intercommunale à fiscalité propre.
Afin de financer l'exercice de ses compétences, l'intercommunalité perçoit, comme toutes les métropoles, la fiscalité professionnelle unique (FPU) – qui a succédé à la taxe professionnelle unique (TPU) – et assure une péréquation de ressources.

### Identité visuelle

Logo de la communauté d'agglomération du Grand Dijon du 1er janvier 2005 au 31 décembre 2014
Logo de la communauté urbaine du Grand Dijon du 1er janvier 2015 au 27 avril 2017
Logo de Dijon métropole depuis le 28 avril 2017
Variante grise du logo de Dijon métropole

## Projets et réalisations

### Réalisations
- En sa qualité d'autorité organisatrice de transport urbain, Dijon métropole est l'autorité concédante du réseau de transports en commun de Dijon (DIVIA), dont l'exploitant, Keolis Dijon Mobilités, a vu sa délégation de service public renouvelée pour la période 2010-2017[40]. L'exploitant et le délégataire restructureront profondément le réseau DIVIA durant cette période, afin d'accompagner la mise en service du tramway de Dijon.
- La création du réseau du nouveau Tramway de Dijon, décidée par un vote d'une large majorité du Conseil communautaire du 12 novembre 2008[41], et dont les deux lignes sont mises en service au second semestre 2012.

- Usine d'incinération de Dijon métropole, traitant 130 000 tonnes de déchet par an, et produisant électricité et chaleur pour le réseau urbain[42]
- Carte culture Étudiants[43]
- Zénith de Dijon, il se situe sur le parc de la Toison d'Or.
- Construction des écoquartiers Heudelet 26, Grand Sud Arsenal, Hôpital Général, Junot[44].
- Stade d'athlétisme Colette Besson[45].
- Système vélos en libre-service Velodi 400 vélos sur 40 stations[46].
- Piscine olympique de Dijon métropole, inaugurée en 2010 située à proximité de Mirande à Dijon.
- Rénovation du stade Gaston-Gérard.
- Ouverture du prolongement de la rocade de Dijon, appelé LINO (Liaison Nord) en 2013. Elle a été ouverte en février 2014[47]

#### Politique de la ville

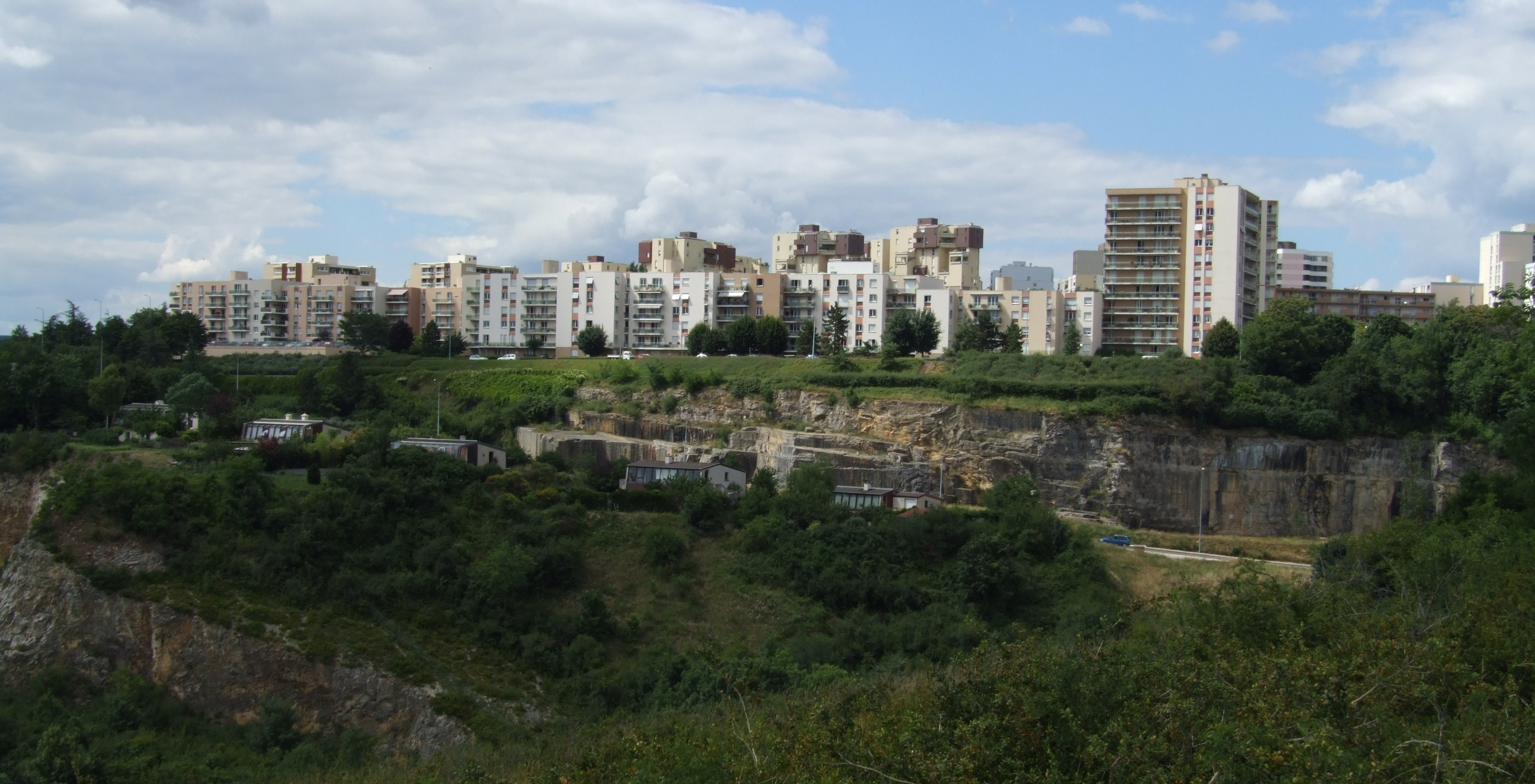
Quartier du Belvédère de Talant.

La politique de la ville étant une compétence de la métropole, celle-ci joue un rôle important dans la mise en place des opérations de rénovation urbaine dans les quartiers dit « sensibles ». La métropole de Dijon compte cinq quartiers prioritaires, rassemblant près de 20 000 habitants.
Alors que tous présentent un taux de pauvreté équivalent, Fontaine d'Ouche est le plus peuplé. Dans le cadre des projets de réhabilitations, il est classé d’intérêt régional par l'Agence nationale pour la rénovation urbaine tandis que Le Mail est d'intérêt national.
La ville de Chenôve a la plus grande part de logements sociaux de la métropole (43 %), tandis que Dijon, Talant et Longvic en comptent entre 16 et 31 %.
| Quartier         | Commune | Population (2018) | Part HLM | Pauvreté |
| ---------------- | ------- | ----------------- | -------- | -------- |
| Le Belvédère     | Talant  | 3 219             | 95 %     | 40,4 %   |
| Le Mail          | Chenôve | 5 037             | 68 %     | 43,7 %   |
| Bief du Moulin   | Longvic | 1 134             | 95 %     | 45,6 %   |
| Les Grésilles    | Dijon   | 4 180             | 93 %     | 47,8 %   |
| Fontaine d'Ouche | Dijon   | 6 952             | 71 %     | 44,1 %   |

#### La Smart City à Dijon
La Métropole de Dijon accorde une grande importance à la question du numérique et se veut la première métropole intelligente française. L’attractivité économique du territoire est au cœur de la conception dijonnaise de la Ville Intelligente. Dijon Métropole obtient le label Métropole French Tech en juillet 2016 et crée, en partenariat avec la Région Bourgogne Franche Comté la Food Tech, alliant innovation numérique et alimentation. En novembre 2017, la Métropole présente le « Projet Métropolitain » dans lequel le programme OnDijon est décrit comme un outil de gestion de la ville.
Le 14 novembre 2018 Dijon Métropole figure parmi les 7 finalistes des 473 candidats des World Smart City Awards lors de la Smart City Expo de Barcelone. Le World Smart City Award est décerné pour récompenser les idées, les projets et les stratégies mises en œuvre pour le développement urbain utilisant les nouvelles technologies de l’information et de la communication (NTIC) afin d’améliorer les services urbains.
Le 11 mars 2019, l'Université de Bourgogne crée une chaire unique intitulée « Smart City et gouvernance de la donnée » associée à plusieurs partenaires académiques et privés.
Si l’implication de Dijon Métropole pour intégrer les enjeux numériques de manière centralisée est remarquée à l’échelle nationale, le territoire métropolitain dijonnais n’assiste pas à une mobilisation particulière de ses habitants pour la mise en œuvre d’une politique du numérique de la Métropole. Une partie de l’opposition est contre l’importance accordée à la politique du numérique. Le projet OnDijon fait l’objet de critiques : Laurent Bourguinat, représentant de la droite et du centre, a déclaré en Conseil de Métropole de janvier 2019 que « Le projet OnDijon consommera en 2019 l’essentiel des dépenses de voirie. ».